# Загрудки (Люблінське воєводство)
Загрудкі (пол. Zagródki) — село в Польщі, у гміні Потік-Горішній Білгорайського повіту Люблінського воєводства.
Населення — 315 осіб (2011).
У 1975-1998 роках село належало до Замойського воєводства.

## Демографія
Демографічна структура станом на 31 березня 2011 року:
|          | Загалом | Допрацездатний вік | Працездатний вік | Постпрацездатний вік |
| -------- | ------- | ------------------ | ---------------- | -------------------- |
| Чоловіки | 164     | 34                 | 116              | 14                   |
| Жінки    | 151     | 31                 | 83               | 37                   |
| Разом    | 315     | 65                 | 199              | 51                   |